# フレム・サンプソン
フレモン・デイビス・"フレム"・サンプソン（英: Flemon Davis "Flem" Sampson、1875年1月23日 - 1967年5月25日）は、アメリカ合衆国の政治家、弁護士であり、1927年から1937年に第42代ケンタッキー州知事を務めた。1894年にバルパライソ大学を卒業し、ケンタッキー州バーバービルで法律実務を始めた。後のアメリカ合衆国下院議員ケイレブ・パワーズやジョン・ロビンソンと政治的に同盟した。この2人はケンタッキー州東部の共和党員として著名な存在だった。サンプソンは、1916年には州の最終審であるケンタッキー州控訴裁判所判事になっていた。それ以前に郡判事や巡回裁判所判事も務めていた。1923年、控訴裁判所の長官に昇進した。この職は1927年まで務めた。その1927年に共和党州知事候補に指名された。
民主党は州知事とアメリカ合衆国上院議員を務めてきたJ・C・W・ベッカムを、サンプソンの対抗馬に宛ててきた。この選挙の主要な問題は州立競馬場でパリミュチュエル方式の賭け事を違法化するかということだった。ジョッキークラブと呼ばれる政治マシーンがサンプソンの後ろ盾となり、サンプソンが違法化に反対し、ベッカムが違法化の立場を採った。民主党の指導者数人がベッカムの指名後に離党した。サンプソンが32,000票以上の差で選挙を制したが、同時に行われた州役人の選挙は全て小差で共和党が落としていた。このことはベッカムが負けるように慎重に調整された票の受け渡しが行われていたことを示唆していたが、この件について何も明らかにはされなかった。
サンプソンの知事としての任期は騒然としたものだった。1928年ケンタッキー州議会は民主党が多数派であり、サンプソンの提案にも特に反応が無かった。この会期の後、サンプソンは教科書会社から贈り物を受け取ったと告発されたが、後に告訴が取り下げられた。1929年、サンプソンは政治ボスのベン・ジョンソンを高規格道路コミッショナーの地位から排除した。1930年に議会が再招集されたとき、議会はサンプソンから多くの指名権を取り上げることで報復し、ジョンソンは復職させた。この会期の後半で、サミュエル・インサルがカンバーランド滝を堰き止めて水力発電をおこなうことを認める提案を行った。これに対抗して議会はT・コールマン・デュポンが滝周りの資産を購入し、それを州立公園にする提案を認めた。1930年には州議会がサンプソンの権限をさらに制限することを決めた。サンプソンの任期の終わりは、世界恐慌の経済的動揺で複雑なことになっていた。エバーツの戦いとも呼ばれたハーラン郡の暴力的炭鉱ストライキを鎮圧するために州軍を出動させた。知事を辞めた後はバーバービルに戻って巡回裁判所判事に再度選出された。サンプソンは1967年5月25日に死に、バーバービル墓地に埋葬された。

## 初期の経歴
フレム・サンプソンは1875年1月23日にケンタッキー州ローレル郡のロンドン市に近い丸太小屋で生まれた。父はジョセフ・サンプソン、母なエモリン（旧姓ケラム）であり、その10人の子供の内9番目だった[a]。郡の公立学校とジョン・T・ヘイズ学校で教育を受けた。サンプソンが13歳の時に一家はケンタッキー州バーバービルに移転した。
16歳の時までにローレル郡のインディアン・クリーク学校で教師をしていた。バーバービルのユニオン・カレッジに入学し、その後インディアナ州のバルパライソ大学に入った。3年間学級委員を務め、1894年には文学士号を取得した。この大学の方針により、サンプソンは卒業前に少なくとも1年間法律事務所で勉強していたので、法学士号も与えられた。サンプソンはケンタッキー州に戻って、1895年6月に法廷弁護士として認められた。
サンプソンはバーバービルで法律事務所を開き、市の検察官になった。カレッジでルームメイトだったケイレブ・パワーズが法律事務所の共同経営者になった。パワーズは後にウィリアム・ゴーベル暗殺への共謀で告発された。パワーズは党派に偏った陪審員によって有罪とされたので、多くの共和党員にとって政治的殉教者となり、サンプソンがパワーズと繋がりがあったことは共和党の強いケンタッキー州東部では恩恵になった。
サンプソンは後にバーバービルの第一国定銀行の頭取になった。その地位に着いた者として最も若い者だった。またバーバービル水道工事会社の社長も務めた。1897年9月20日[b]、スージー・スティールと結婚した。この夫妻にはポーリン、エモリン、ヘレン・キャサリンという3人の娘が生まれた。

## 政歴
サンプソンの政歴は、1906年にノックス郡判事に選ばれて始まり、この職は4年間務めた。1911年、ケンタッキー州第34司法区巡回裁判所判事に選出された。1916年にも巡回裁判所判事に再選され、その年後半には、ケンタッキー州の最終審であるケンタッキー州控訴裁判所判事に選出された。ケンタッキー州の第7控訴地区を代表しており、1923年1月1日には控訴裁判所長官に昇進した。さらに1924年にも再選された。

### ケンタッキー州知事
サンプソンとアメリカ合衆国下院議員ジョン・M・ロビンソンは、ケンタッキー州東部で重要な共和党派閥を形成した。1927年、サンプソンは共和党州知事候補の候補者になった。対抗馬はアメリカ合衆国内国歳入庁税徴収官ロバート・H・ルーカスだった。ルーカスはケンタッキー州上院議員フレデリック・M・サケットとリチャード・P・エルンストの支持を確保しており、サンプソンは長い期間支持者だったジョン・M・ロビンソンやジョッキークラブの支持を得ていた。ジョッキークラブは競馬場でパリミュチュエル方式の賭け事を支持する指導者達の連衡だった。サンプソンは予備選挙で39,375票の差をつけ、知事候補指名を得た。
民主党はパリミュチュエル方式と禁酒法や石炭への環境税の問題で大きく分裂していた。民主党の禁酒法支持者と反ギャンブルの派閥は、「ルイビル・クーリエ・ジャーナル」編集者ロバート・ワース・ビンガムの支援を受け、元州知事でアメリカ合衆国上院議員を務めてきたJ・C・W・ベッカムを党の州知事指名候補とすることで纏めてきた。ベッカムを指名した後、ギャンブル擁護派と反禁酒法の民主党員の多くがサンプソン支持に回って来た。現職民主党知事ウィリアム・J・フィールズはジョッキークラブの支援を得て当選した者であり、選挙運動に乗り気でなく、ベッカムへの支持を拒否した。
選挙戦は特に論争が多かった。サンプソンはその貧しい出自をベッカムの貴族的なものと比較し、「私はまさ平民の年寄りフレムです。私がケンタッキー州知事に選ばれたならば、私の事務所に来て腰かけ、『こんにちはフレム』と言ってくれ」と宣言した。自分の道徳的綺麗さも強調し、「タバコもチューインガムも酒もギャンブルもやったことが無い。選挙で賭けてすらもいない」と主張した。しかし、州内で競馬を保護することも約束した。サンプソンの対抗馬は「フレム・フラム・フレム」と揶揄した（フラムは虚偽の意）。
サンプソンは32,000票以上の差で選挙を制したが、同時に行われた州役人の選挙は全て小差で共和党が落としていた。副知事選挙の場合、民主党のジェイムズ・ブレシット・ジュニアがサンプソンの同時立候補者E・E・ネルソンを、投票総数70万票以上の中から僅か159票差で破った。ジョッキークラブはベッカムを破り大差を付けるために50万ドルを使ったと推計されており、これに対して他の役人の選挙で共和党候補が全て僅差で敗れたことは、ある種の投票操作が行われたことを示唆しているが、選挙違反が摘発されることはなかった。
1928年にケンタッキー州議会会期でサンプソンを二党が支持したことは、真の信念というよりも政治的便宜の1つだったことが明らかになった。この会期の間に成立した小さな事項は、ケンタッキー州革新委員会（アメリカ合衆国商務省の前身）の創設と、州歌として『ケンタッキーの我が家』を採用したことだった。民主党が議会を制しており、サンプソンの教科書無料化の計画を承認したが、その予算付けはしなかった。パリミュチュエル方式禁止の提案と、州内の学校で進化論を教えることがどちらも否決された。ケンタッキー州の歴史家ジェイムズ・クロッターは1928年の会期を「ほとんど何もしなかった会期」と呼んだ。この会期の後、大陪審が、サンプソンが教科書会社から贈り物を受け取ったと告発したが、最終的に取り下げられた。

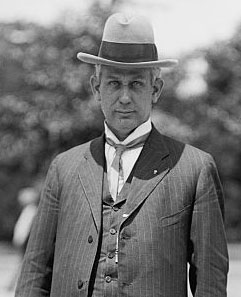
ベン・ジョンソン、サンプソンが知事に就任したときの州道管理部門の長

サンプソン政権で最初の論争が起きたのが、州の高規格道路コミッショナーの選定に関することだった。高規格道路局は1,000人以上の職員を雇用し、州予算の45%近くを消費していた。議会で票決する場合は、選挙区で新しい道路を建設するという約束で、票を買うことができた。これによって、高規格道路局は政治的支持者に恩恵をもたらす主要な促進体になっていた。サンプソンの前任知事フィールズは下院議員を引退した民主党政治ボスのベン・ジョンソンをこの局の長に選任し、サンプソンはベッカムに対抗する自分に支持を貰うことと引き換えにこの人事をそのままにすることに合意していた。しかし、サンプソンはそのような権限のある地位を民主党の支配下に置いたままにしてはいけないと考え、1929年12月にジョンソンを罷免した。
州議会の民主党は激怒した。1930年の会期が招集されると、即座にサンプソンから高規格道路コミッショナーの指名権を剥奪する法案を通し、その権限は知事、副知事、検事総長の3人で作る委員会に委ねることになった。共和党員のサンプソンはこの委員会では少数派だった。民主党は次の州知事選挙では負けないという自信があり、サンプソンの任期が終わる1931年、民主党の支配する議会はこの指名権を知事に戻した。その法案は下院を53票対42票、上院を22票対15票で通過した。サンプソンはその法案に拒否権を使ったが、その拒否権も覆され、ジョンソンは元の地位に復帰した。
サミュエル・インサルがカンバーランド滝を堰き止めて水力発電設備とする案を提案し、サンプソンがこれを支持したことでまた敵を作った。伝統的な南部権限集団、すなわち公益事業会社と教科書製造会社の支持者が、その計画から職を得られるとサンプソンは説明した。この計画は州内の環境保護主義者、さらに州内進軍の大半から反対された。ルイビル生まれの百万長者でデラウェア州の上院議員T・コールマン・デュポンが、滝周りの資産を23万ドルで購入し、それを州立公園に転用するという代案が提案された。議会は滝について州立公園委員会に土地収用権限を与える法案を通し、さらにデュポンの提案を受け入れる決議を行った。サンプソンはこれにも拒否権を使ったが、議会で覆された。
1930年会期に対するサンプソンの提案は、ベン・ジョンソンとカンバーランド滝に関する戦いで失われてしまった。教科書無料化の資金手当て、精神病者の強制断種、チェーストアの規制といった提案は無視された。その代わりに議会は知事の権限に対する浸食を続け、教科書員会委員の指名権も取り上げた。知事の権限のほとんど全てを剥奪して、3人委員会に与えたので、副知事のジェイムズ・ブレシット・ジュニアが、残り任期の事実上知事の状態となった。州議会は独自の計画を追求し、運転免許証法、改定選挙法、小売店への消費税法を成立させた。マンモス・ケーブ国立公園となるものの購入について予算を割り当てる議案も通した。サンプソンは1930年の会期で拒否権を12回行使したが、そのうち11回は覆された。
世界恐慌の始まりと共に、サンプソンは政府の支出を統制するために動いたが、高規格道路の進展については肯定した。1930年には厳しい干ばつがあり、州内86郡が連邦政府の援助を申請した。州東部の炭田で失業率が40%にも上り、統一鉱山労働者組合が州内で最初の襲撃を行った。1931年、炭坑主が組合に入った労働者の首を切り始めた。その労働者の多くがエバーツに集まった。地元の保安官が部下26人を増強し、これら坑夫をブラックリストに載せ、それ以上組織が大きくならないように動かせた。組合指導者たちはサンプソンに、保安官と郡判事を罷免するよう請願した。1931年4月半ばには、ストライキを決行する炭鉱労働者と地元当局の間で暴力的な抗争が始まった。5月5日、射撃戦により3人の守衛と1人の坑夫が殺され、エバーツの戦いと呼ばれるようになった。その2日後、サンプソンは州兵を出動させて、守衛側と組合労働者側双方の武装を解除させた。組合指導者の全てが逮捕され、最終的にストライキは失敗に終わった。

### その後の政歴
サンプソンは知事の任期が明けた後に、バーバービルで法律実務に復帰し、巡回裁判所判事にも選ばれた。1940年、再度ケンタッキー州控訴裁判所判事の職を求めたが、共和党予備選挙でユージーン・シラーに敗れた。1957年、市民の高規格道路諮問委員会委員に指名され、1959年には傑出した公共サービスに対して知事のメダルを受章した。
サンプソンは91歳の1966年に、州憲法改定委員会の委員を務めた。サンプソンは1967年5月25日にケンタッキー州ピーウィーバレーで死去し、バーバービル墓地に埋葬された。

## 原註
^[a]Powell gives the name as "Kellums."

^[b]Powell gives the year as 1899.